# 13-я дивизия конвойных войск НКВД
13-я дивизия конвойных войск НКВД СССР — формирование (соединение, конвойная дивизия) Конвойных Войск НКВД СССР в период Великой Отечественной войны.
Дивизия сформирована по приказу НКВД СССР № 00206 от 08.03.1939 «О реорганизации Управления пограничными и внутренними войсками» во исполнения Постановления СНК СССР № 154-16 сс от 02.02.1939 «О реорганизации управления пограничными и внутренними войсками» как 13-я стрелковая бригада конвойных войск НКВД СССР. По приказу НКВД СССР № 001389 от 14.11.1939 «Об организации и переформировании частей конвойных войск» во исполнения Постановления Комитета Обороны при СНК СССР № 1867-494 сс от 13.11.1939 бригада переформирована в 13-ю стрелковую дивизию конвойных войск НКВД СССР.
С 22 июня 1941 года по 13 января 1942 года дивизия входила в состав Действующей Красной Армии.
До начала Второй Мировой войны дивизия выполняла служебно-боевые задачи на западе Советского Союза и участвовала в депортации некоторых групп населения из Галиции, Буковины и Бессарабии.
Дислокация и оргштатная структура на 22 июня:
Управление - Киев
227-й полк  - Киев
228-й полк - Харьков
229-й полк - Львов
233-й полк - Львов
237-й полк - Кишинёв
129-й отдельный батальон - Одесса
137-й отдельный батальон - Ровно
154-й отдельный батальон - Черновцы
С началом Великой Отечественной войны согласно мобплана НКВД СССР дивизия развернулась по штатам военного времени, 129-й отд. батальон переформирован в 249-й стрелковый полк конвойных войск НКВД.
Уже в начале войны 13-я дивизия НКВД (командир-полковник А. И. Завьялов) принимала участие в боевых действиях. 233-й полк дивизии под командованием майора Дюльдина совершил марш-бросок из Галиции в пригороды Киева, а в начале июля, из-за продвижения неприятеля, остановился в селе Ракитное близ Харькова. 9 сентября 1941 года прибыл в небольшой город Ромны, где не было частей Красной Армии, и занял там круговую оборону. На следующий день полк попал под удар немецкой танковой дивизии из группы Гудериана, и целые сутки, вооруженный лишь винтовками и пистолетами, отражал атаки танков, бронетранспортеров и мотопехоты врага.
12 сентября бойцы конвойных войск НКВД отступили к реке Сула и переправились на его южный берег, где ещё два дня обороняли переправу. Потеряв 200 человек убитыми, военнослужащие оставили позиции и чуть было не угодили в «котёл», но благодаря умелым действиям офицеров вырвались из него и приступили к защите новых рубежей.
227-й полк 13-й дивизии НКВД (командир-майор Вагин) в августе 1941 года оборонял железные дороги на Юго-Западном фронте, а затем героически защищал от немцев Киевский укрепленный район, ценою жизни всего личного состава обеспечив отход 37-й армии.
237-й полк под руководством майора Антонова несколько суток оборонял от немецких бригад Новоукраинку, а ещё один полк дивизии,249-й (командир-майор Братчиков) выслал на защиту Одессы усиленный батальон, бойцы которого потом обороняли Керченский полуостров и Севастополь.
В декабре 1941 года дивизия передала значительную часть личного состава на формирование отд. моторизованной дивизии НКВД.
Дивизия приказом НКВД СССР № 00293 от 11.02.1942 переименована в 35-ю стрелковую дивизию конвойных войск НКВД СССР.
В августе 1942 года дивизия передала около 1000 военнослужащих на пополнение 13-й гвардейской стрелковой дивизии. 
По приказу МВД СССР № 00435 от 03.07.1951, во исполнения Постановления Правительства СССР № ??? от 06.05.1951 «Вопросы МВД СССР» дивизия переформирована во 2 отдел конвойной охраны МВД СССР. 
Приказом МВД СССР № 00260 от 29.03.1954 2 отдел конвойной охраны расформирован.
В Ромнах, Одесской области и Львове бойцам 13-й дивизии конвойных войск НКВД СССР установлены памятники и мемориальные сооружения.

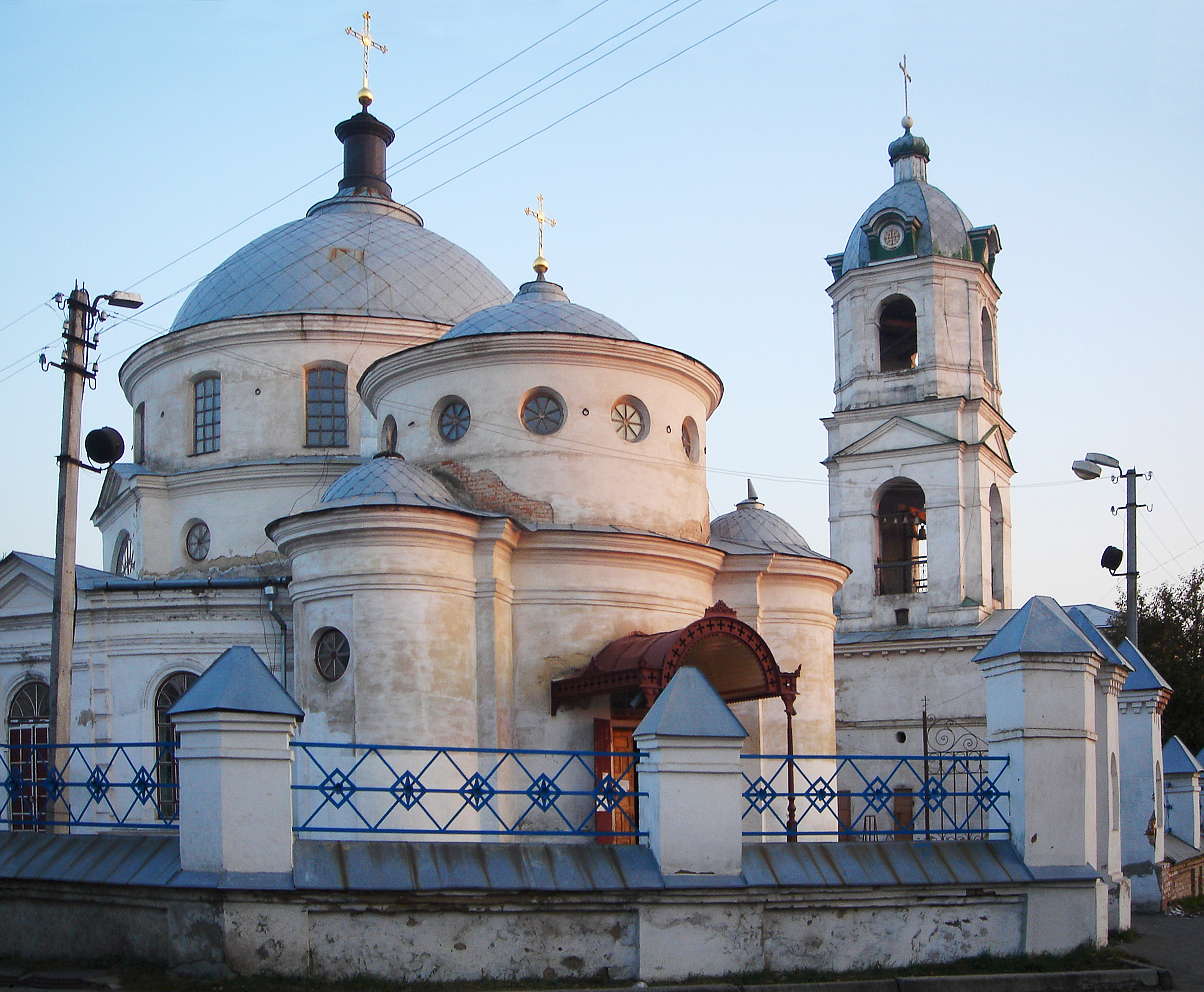
Вознесенская церковь города Ромны, в которой находились позиции 13-й конвойной дивизии